# Soumar (misil)
El Soumar (persa: سومار) es un misil de crucero iraní de largo alcance. El misil recibió su nombre en honor de una aldea llamada Soumar, cuyos habitantes murieron cuando el régimen iraquí de Saddam Hussein atacó la aldea con armas químicas. Es muy probable que el misil derive del Kh-55 soviético/ruso, varios de los cuales fueron vendidos ilegalmente a Irán por Ucrania en 2001.
Según Jonathan Ruhe y Blake Fleisher del Centro Gemunder para la Defensa y la Estrategia (parte del Instituto Judío para Asuntos de Seguridad Nacional, Washington D. C.), los misiles de crucero con capacidad nuclear, como el Soumar, fueron pasados por alto en el Plan de Acción Integral Conjunto (JCPOA) sobre el programa nuclear de Irán y la Resolución 2231 del Consejo de Seguridad de la ONU.
En 2015 se presentó un misil de crucero de largo alcance con el nombre de “Soumar”. El diseño se parece mucho al Kh-55 que Irán adquirió de Ucrania en 2001. Debido a las similitudes, los medios han especulado que su alcance es de entre 2000 y 3000 km.
El 2 de febrero de 2019, Irán presentó el misil de crucero Hoveyzah, un misil tierra-tierra con un alcance de más de 1.350 kilómetros durante las celebraciones del 40.º aniversario de la revolución islámica de 1979.